# Số Giuga
Số Giuga là một hợp số n sao cho mỗi thừa số nguyên tố p i riêng biệt của nó, chúng ta có {\displaystyle p_{i}|\left({n \over p_{i}}-1\right)}, hoặc sao cho đối với mỗi  thừa số nguyên tố riêng biệt của nó, ta có  {\displaystyle p_{i}^{2}|(n-p_{i})} .
số Giuga được đặt theo tên của nhà toán học Giuseppe Giuga, và liên quan đến phỏng đoán của ông về tính nguyên thủy.

## Định nghĩa
Một định nghĩa cho số Giuga do Takashi Agoh đưa ra là: hợp số n là số Giuga nếu và chỉ khi:
{\displaystyle nB_{\varphi (n)}\equiv -1{\pmod {n}}}
Trong đó B là số Bernoulli và {\displaystyle \varphi (n)} là hàm phi Euler .
Một công thức tương đương của Giuseppe Giuga là: một hợp số n là một số Giuga khi và chỉ khi:
{\displaystyle \sum _{i=1}^{n-1}i^{\varphi (n)}\equiv -1{\pmod {n}}}
với điều kiện:
{\displaystyle \sum _{p|n}{\frac {1}{p}}-\prod _{p|n}{\frac {1}{p}}\in \mathbb {N} .}
Trên thực tế, tất cả các số Giuga đã biết đều thỏa mãn điều kiện mạnh hơn
{\displaystyle \sum _{p|n}{\frac {1}{p}}-\prod _{p|n}{\frac {1}{p}}=1.}

## Ví dụ
Dãy số Giuga bao gồm:
30, 858, 1722, 66198, 2214408306,... (dãy số A007850 trong bảng OEIS)     .

## Tính chất
Các thừa số nguyên tố của một số Giuga phải khác nhau. Nếu {\displaystyle p^{2}} phân chia {\displaystyle n}, sau đó nó theo sau đó {\displaystyle {n \over p}-1=m-1}, ở đâu {\displaystyle m=n/p} chia hết cho {\displaystyle p} . Kể từ đây, {\displaystyle m-1} sẽ không chia hết cho {\displaystyle p}, và như vậy {\displaystyle n} sẽ không phải là số Giuga.
Do đó, chỉ số nguyên không vuông mới có thể là số Giuga. Ví dụ, các thừa số của 60 là 2, 2, 3 và 5, và 60/2 - 1 = 29, không chia hết cho 2. Vì vậy, 60 không phải là một số Giuga.
Tất cả các số Giuga đã biết đều là số chẵn. Nếu một số Giuga lẻ tồn tại, nó phải là tích của ít nhất 14 số nguyên tố . Người ta không biết liệu có vô hạn số Giuga hay không.
Paolo P. Lava (2009) đã phỏng đoán rằng số Giuga là nghiệm của phương trình vi phân n '= n + 1, trong đó n' là đạo hàm số học của n . (Đối với các số không chính phương, {\displaystyle n=\prod _{i}{p_{i}}}, {\displaystyle n'=\sum _{i}{\frac {n}{p_{i}}}}, vì vậy n '= n + 1 chỉ là phương trình cuối cùng trong phần Định nghĩa ở trên, nhân với n . )
José Mª Grau và Antonio Oller-Marcén đã chỉ ra rằng số nguyên n là số Giuga nếu và chỉ khi nó thỏa mãn n '= an + 1 với một số nguyên a > 0, trong đó n' là đạo hàm cấp số cộng của n .